# Korjova Sloboda, Babanka
Korjova Sloboda (în ucraineană Коржова Слобода) este o comună în raionul Babanka, regiunea Cerkasî, Ucraina, formată numai din satul de reședință.

## Demografie
Componența lingvistică a comunei Korjova Sloboda
     Ucraineană (95,25%)
     Română (3,05%)
     Rusă (1,36%)
     Alte limbi (0,34%)
Conform recensământului din 2001, majoritatea populației comunei Korjova Sloboda era vorbitoare de ucraineană (95,25%), existând în minoritate și vorbitori de română (3,05%) și rusă (1,36%).